# MiHoYo
miHoYo (conocido fuera de China como HoYoverse) es un estudio de desarrollo de videojuegos chino con sede en Shanghái, China. La empresa fue fundada en 2012 por tres estudiantes de la Universidad Jiao Tong de Shanghái y desde el año 2020 tiene a más de 1500 personas trabajando en la empresa, y contando actualmente con 4000 empleados distribuidos en 9 ubicaciones en todo el mundo.

## Etimología
Las letras «H» e «Y» en el nombre de miHoYo provienen de los nombres de 2 de los 3 fundadores, Cai Haoyu y Luo Yuhao, y las letras «o» se agregaron debido al hecho de que los nombres de empresas famosas como Facebook, Google y Microsoft contienen esa letra. Debido a que «HoYo» ya estaba registrado, se añadió al nombre «mi» del software VOCALOID Hatsune Miku. Hatsune Miku fue elegida por su popularidad entre los otakus.

## Historia
La compañía fue fundada en 2012 por tres estudiantes de la Universidad Jiao Tong de Shanghái, centrándose principalmente en áreas como la producción de juegos móviles, manga, etc. basados en la cultura otaku.
El lema de la empresa es «los otakus de la tecnología salvan el mundo». En 2011, miHoYo siendo desarrollador de juegos independiente, estrenó el juego FlyMe2theMoon y se lanzó exclusivamente para la plataforma iOS. Más adelante la empresa miHoYo registró oficialmente el establecimiento y puso en funcionamiento el juego móvil Houkai Gakuen (Zombiegal Kawaii), que actualmente se encuentra cerrado. Su primer juego oficial fue Houkai Gakuen 2 (Guns Girl Z), que fue lanzado en 2014. En febrero de 2015 se estableció una filial japonesa y en marzo del mismo año se lanzó Guns Girl Z para el mercado japonés.
Desde 2017, HoYoverse comenzó a declarar la OPI a la Comisión Reguladora de Valores de China y recibió buenos comentarios en enero de 2018. HoYoverse fue sancionada una vez por el departamento de aplicación de la ley cultural por operar juegos online sin obtener una licencia.
Desde entonces, han tenido éxito lanzando juegos estilo anime que atraen a los consumidores, principalmente en dispositivos móviles. Aunque algunos de sus juegos tuvieron éxito en Asia, no alcanzarían el éxito mundial hasta el lanzamiento de Honkai Impact 3rd, primero en China el 14 de octubre de 2016, y el 28 de marzo de 2018, a nivel global.
Su mayor éxito fue Genshin Impact, que fue lanzado en 2020 para Microsoft Windows, iOS, Android, PlayStation 4 y PlayStation 5, llegando a recaudar 3.5 mil millones de dólares en su primer año.
En 2022, miHoYo anunció la creación de «HoYoverse» para representar su intención de crear una experiencia inmersiva en un mundo virtual a través de una variedad de entretenimiento, con sede en Singapur.

## Productos

### Juegos
| Año  | Título            | Chino                                       | Japonés                                |
| ---- | ----------------- | ------------------------------------------- | -------------------------------------- |
| 2011 | FlyMe2theMoon     | —                                           | —                                      |
| 2012 | Zombiegal Kawaii  | 崩坏学园 Bēng huài Xué yuán                 | —                                      |
| 2014 | Guns Girl Z       | 崩坏学园2 Bēng huài Xué yuán 2              | 崩壊学園 Houkai Gakuen                 |
| 2016 | Honkai Impact 3rd | 崩坏3 Bēng huài 3                           | 崩壊3rd Houkai 3rd                     |
| 2020 | Tears of Themis   | 未定事件簿 Wèidìng Shìjiàn bù               | 未定事件簿 Mitei Jikenbo               |
| 2020 | Genshin Impact    | 原神 Yuán shén                              | 原神 Genshin                           |
| 2023 | Honkai: Star Rail | 崩坏：星穹铁道 Bēng huài: Xīng qióng Tiědào | 崩壊：スターレイル Houkai: Sutaa Reiru |
| 2024 | Zenless Zone Zero | 绝区零 Jué Qū Líng                          | ゼンレスゾーンゼロ Zenresu Zoon Zero   |

### Aplicaciones
| Año  | Nombre       | Chino                     |
| ---- | ------------ | ------------------------- |
| 2018 | miHoYo BBS   | 米游社 Mǐ yóu shè         |
| 2020 | HoYoLAB      | —                         |
| 2020 | N0va Desktop | 人工桌面 Réngōng Zhuōmiàn |

### Series
| Año  | Título                                      | Chino                                                                       | Japonés                                                                             |
| ---- | ------------------------------------------- | --------------------------------------------------------------------------- | ----------------------------------------------------------------------------------- |
| 2019 | Cooking with Valkyries                      | 女武神的餐桌 Nǚ wǔshén de Cānzhuō                                           | 戦乙女の食卓 Valkyrie no Shokutaku                                                  |
| 2020 | Cooking with Valkyries S2                   | 女武神的餐桌第二季 Nǚ wǔshén de Cānzhuō 2                                   | 戦乙女の食卓Ⅱ Valkyrie no Shokutaku II                                              |
| 2021 | ELF Academy                                 | 人偶学园 Rén ǒu Xué yuán                                                    | 人形学園 Ningyou gakuen                                                             |
| 2023 | Golden Courtyard: New Year Wishes in Winter | 黄金庭院：冬日里的新年愿望 Huángjīn Tíngyuàn: Dōngrì Lǐ de Xīnnián Yuànwàng | 黄金の庭園：冬に積もる新年の願い Kogane no Teien: Fuyu ni Tsumoru Shin nen no Negai |
| 2024 | Genshin Impact                              | 原神 Yuán shén                                                              | 原神 Genshin                                                                        |

### Cómics
| Año  | Título            | Chino                         |
| ---- | ----------------- | ----------------------------- |
| 2016 | Honkai Impact 3rd | 崩坏3 Bēng huài 3             |
| 2018 | Genshin Impact    | 原神PROJECT Yuán shén Project |

## Sanciones
El 22 de julio de 2014, HoYoverse no obtuvo la «Licencia comercial de cultura de Internet» para participar en actividades comerciales de juegos online e incitó a sus usuarios de juegos online a invertir en monedas virtuales de estos juegos, para luego seleccionar al azar productos y servicios de juegos en línea por accidente. La ley impuso sanciones administrativas de confiscación de 16,408 CNY (yn) de ingresos ilegales y una multa de 20,000 CNY.
El 25 de enero de 2016, debido a que la compañía incitó a los usuarios de juegos en línea a utilizar la moneda virtual de juegos online para obtener productos de juegos online mediante un método accidental de selección aleatoria, se ordenó que se corrigiera el comportamiento ilegal de no registrar a los usuarios de juegos en línea con tarjetas de identificación válidas para el registro de nombre real, e impuso una multa de 20,000 CNY.

## Compañías subsidiarias
| Establecida | Nombre                                                                                 |
| ----------- | -------------------------------------------------------------------------------------- |
| 2014        | 米哈游科技(上海)有限公司 miHoYo Technology (Shanghai) Co., Ltd.                        |
| 2016        | 上海吼美科技有限公司 Shanghai Houmei Technology Co., Ltd.                              |
| 2017        | 上海米哈游天命科技有限公司 Shanghai miHoYo Tianming Technology Co., Ltd.               |
| 2017        | 霍尔果斯圣芙蕾雅科技有限公司 Khorgas Sheng Fuleiya Technology Co., Ltd.                |
| 2018        | 上海交宅科技有限公司 Shanghai Jiaozhai Technology Co., Ltd.                            |
| 2019        | 上海羽渡尘科技有限公司 Shanghai Yuduchen Co., Ltd.                                     |
| 2019        | 上海米哈游影铁科技有限公司 Shanghai miHoYo Yingtie Technology Co., Ltd.                |
| 2019        | 上海米哈游重装小兔科技有限公司 Shanghai miHoYo Zhongzhuang Xiaotu Technology Co., Ltd. |
| 2020        | 上海米哈游派蒙科技有限公司 Shanghai miHoYo Paimeng Technology Co., Ltd.                |
| 2020        | 上海米哈游阿尔戈科技有限公司 Shanghai miHoYo A'erge Technology Co., Ltd.               |
| 2020        | 上海米哈游璃月科技有限公司 Shanghai miHoYo Liyue Technology Co., Ltd.                  |
| 2020        | 上海米哈游海渊城科技有限公司 Shanghai miHoYo Haiyuan Cheng Technology Co., Ltd.        |
| 2021        | 上海米哈游袖缠云科技有限公司 Shanghai miHoYo Xiuchanyun Technology Co., Ltd.           |
| 2021        | 上海米哈游姬米花科技有限公 Shanghai miHoYo Jimihua Technology Co., Ltd.                |
| 2021        | 深圳旭阳流辉科技有限公司 Shenzhen Xuyang Liuhui Technology Co., Ltd.                   |
| 2021        | 北京米哈游香罗百福科技有限公司 Beijing miHoYo Xiangluo Baifu Technology Co., Ltd.      |
| 2021        | 杭州博识尊科技有限公司 Hangzhou Boshizun Technology Co., Ltd.                          |
| 2021        | 上海米哈游墨染香科技有限公司 Shanghai miHoYo Moranxiang Technology Co., Ltd.           |
| 2022        | Cognosphere Pte., Ltd.                                                                 |